# エルサレム地区
エルサレム地区（エルサレムちく、ヘブライ語: מחוז ירושלים、アラビア語: منطقة القدس、Mehoz Jerusalem）は、イスラエルの行政区画である。中心都市はエルサレム。6の自治体（市 - 2、町 - 3、村 - 1）がある。

## 隣接行政区画
- 中央地区
- ラマッラー・アル＝ビーレ県
- エルサレム県
- ベツレヘム県
- ヘブロン県
- 南部地区

## 下位行政区画
1. エルサレム
2. ベト・シェメシュ
3. Abu Ghosh
4. Mevaseret Zion
5. Kiryat Ye'arim
6. Mateh Yehuda Regional Council